# Oficina de Asilo y Refugio
La Oficina de Asilo y Refugio (OAR) de España es el órgano de la Administración General del Estado responsable de la tramitación de las solicitudes de protección internacional. En la actualidad, es la Dirección General de Protección Internacional del Ministerio del Interior quien actúa como OAR.
Los últimos datos, del año 2022, cifran en 119 240 las solicitudes de protección internacional presentadas en España, lo que supone un aumento del 82,09% respecto a las 65 482 solicitudes del año 2021. De estas, la mayoría fueron solicitadas por hombres, un 54,02%. Por países, a la cabeza se encuentran Venezuela (45 760 solicitantes frente a los 15 836 del año anterior), Colombia (36 074 frente a 11 526), Perú (8945), Marruecos (3913 solicitudes frente a 6558), Honduras (3017 solicitudes frente a las 4661) y Nicaragua (2121). De los países europeos, destaca Ucrania, que sólo se han presentado 228 solicitudes de protección internacional, aunque también se han resuelto favorablemente 158 318 solicitudes de protección temporal.
En 2021 se han resuelto 91 316 solicitudes, de las cuales 51 837 fueron desfavorables, 20 924 concedieron una autorización de estancia o residencia en España por razones humanitarias y 14 233 fueron favorables. De estas, 6828 han reconocido el estatuto de refugiado a sus solicitantes y 7405, la protección subsidiaria.

## Historia
La OAR se creó en 1992. Siempre ha estado unida a la subdirección general competente en materia de protección internacional, llamada primeramente Subdirección General de Asilo hasta 2017, y desde entonces Subdirección General de Protección Internacional.
En agosto de 2018 el Gobierno anunció la ampliación de la plantilla de la Oficina, la primera desde hace más de dos décadas. En total, el Gobierno anunció la convocatoria de 231 plazas, que se sumarían a las aproximadamente 60 plazas que ya existían.
Desde finales de 2023, con la creación de la Dirección General de Protección Internacional, esta actúa como OAR.

## Funciones
Las funciones de la OAR se detallan en el Real Decreto 203/1995, de 10 de febrero, por el que se aprueba el Reglamento de aplicación de la Ley 5/1984, de 26 de marzo, reguladora del derecho de asilo y de la condición de refugiado, modificada por la Ley 9/1994, de 19 de mayo y en el Real Decreto 865/2001, de 20 de julio, por el que se aprueba el Reglamento de reconocimiento del estatuto de apátrida, y son:
- Instruir el procedimiento para la concesión de asilo.
- Constituir el soporte material de la Secretaría de la Comisión Interministerial de Asilo y Refugio.
- Notificar a los interesados las resoluciones de las solicitudes, sin perjuicio de lo dispuesto en el Real Decreto 1521/1991, de 11 de octubre, sobre creación, competencias y funcionamiento de las Oficinas de Extranjeros.
- Informar y orientar a los solicitantes de asilo sobre los servicios sociales existentes.
- Proponer al Ministro del Interior, a través del director general de Política Interior, las inadmisiones a trámite de solicitudes de asilo conforme a lo previsto en el artículo 5, apartados 6 y 7, de la Ley 5/1984, reguladora del derecho de asilo y de la condición de refugiado.
- Dar cuenta periódicamente a la Comisión Interministerial de Asilo y Refugio de las inadmisiones acordadas y de los criterios aplicados.
- Someter a dicha comisión las propuestas de autorización de permanencia en España acordadas en el ámbito del artículo 17.2 de la Ley 5/1984, de 26 de marzo, reguladora del derecho de asilo y de la condición de refugiado, de conformidad con lo previsto en los apartados 3 y 4 del artículo 31 de este Reglamento.
- Proporcionar al representante del ACNUR en España los datos estadísticos y cualesquiera otros relacionados con solicitantes de asilo, y refugiados en España, de conformidad con lo establecido en el artículo 35 de la Convención de Ginebra de 1951 sobre el Estatuto de los Refugiados.
- Examinar los expedientes de apatridias y elevar propuestas de resolución al Ministro del Interior a través de la Dirección General de Política Interior.
- Instruir los expedientes para reconocer el estatuto de apátrida, así como aquellas otras funciones señaladas en los apartados anteriores de aplicación a dichos expedientes.
- Instruir los expedientes para la concesión de los beneficios de la protección temporal de conformidad con lo previsto en el Reglamento sobre régimen de protección temporal en caso de afluencia masiva de personas desplazadas, aprobado por el Real Decreto 1325/2003, de 24 de octubre, así como aquellas otras funciones señaladas en los apartados anteriores de aplicación a dichos expedientes.
- Tramitar las solicitudes de extensión familiar presentadas.
- Iniciar los procedimientos de cese y de revocación de la protección internacional concedida.

## Asilo en cifras
| Año  | Totales | Hombres | Mujeres | Variación (%) | Fuente |
| ---- | ------- | ------- | ------- | ------------- | ------ |
| 2008 | 4 517   | 3 100   | 1 417   |               | [ 11 ] |
| 2009 | 3 007   | 2 128   | 879     |               | [ 12 ] |
| 2010 | 2 744   | 1 946   | 798     | -8,75         | [ 13 ] |
| 2011 | 3 422   | 2 514   | 908     | 24,71         | [ 14 ] |
| 2012 | 2 588   | 1 781   | 807     | -24,37        | [ 15 ] |
| 2013 | 4 513   | 3 528   | 985     | 74,38         | [ 16 ] |
| 2014 | 5 952   | 4 029   | 1 923   | 31,89         | [ 17 ] |
| 2015 | 14 887  | 9 057   | 5 830   | 150,12        | [ 18 ] |
| 2016 | 16 544  | 9 826   | 6 718   | 11,13         | [ 19 ] |
| 2017 | 31 740  | 18 271  | 13 469  | 91,85         | [ 20 ] |
| 2018 | 55 749  | 31 964  | 23 785  | 75,64         | [ 21 ] |
| 2019 | 118 446 | 64 630  | 53 816  | 112,46        | [ 22 ] |
| 2020 | 88 826  | 47 094  | 41 732  | -25           | [ 23 ] |
| 2021 | 65 482  | 41 930  | 23 552  | -26,28        | [ 24 ] |
| 2022 | 119 240 | 64 413  | 54 827  | 82,09         | [ 3 ]  |

## Derecho a la protección subsidiaria
El derecho a la protección subsidiaria es el dispensado a las personas de otros países y a los apátridas que, sin reunir los requisitos para obtener el asilo o ser reconocidas como refugiadas, pero respecto de las cuales se den motivos fundados para creer que si regresasen a su país de origen en el caso de los nacionales o, al de su anterior residencia habitual en el caso de los apátridas, se enfrentarían a un riesgo real de sufrir alguno de los daños graves, y que no pueden o, a causa de dicho riesgo, no quieren, acogerse a la protección del país de que se trate.